# Rico Peter
Rico Peter (Luthern, 13 de septiembre de 1983) es un deportista suizo que compitió en bobsleigh en las modalidades doble y cuádruple.
Ganó una medalla de bronce en el Campeonato Mundial de Bobsleigh de 2016 y dos medallas en el Campeonato Europeo de Bobsleigh, plata en 2014 y bronce en 2015.
Participó en dos Juegos Olímpicos de Invierno, en los años 2014 y 2018, ocupando el cuarto lugar en Pyeongchang 2018, en la prueba cuádruple.

## Palmarés internacional
| Campeonato Mundial | Campeonato Mundial   | Campeonato Mundial | Campeonato Mundial |
| Año                | Lugar                | Medalla            | Prueba             |
| ------------------ | -------------------- | ------------------ | ------------------ |
| 2016               | Igls (Austria)       | Medalla de bronce  | Cuádruple          |
| Campeonato Europeo |                      |                    |                    |
| Año                | Lugar                | Medalla            | Prueba             |
| 2014               | Königssee (Alemania) | Medalla de plata   | Doble              |
| 2015               | La Plagne (Francia)  | Medalla de bronce  | Doble              |